# Bipop Carire
Bipop-Carire è stato un istituto di credito italiano, con sede in Brescia e in funzione dal 1999 al 2007.

## Storia
Bipop-Carire, società per azioni bancaria, nasce il 1º gennaio 1999 dalla fusione per incorporazione della banca Cassa di Risparmio di Reggio Emilia (Carire), con sede a Reggio nell'Emilia, con la Banca Popolare di Brescia (Bipop), con sede a Brescia.
L’operazione fa parte della rapida trasformazione di Bipop – Banca Popolare di Brescia, iniziata nel 1995, che vede la banca locale diventare una multinazionale. Anni in cui la Banca ha messo in atto politiche di forte sviluppo, implementando nuove strategie e nuove modalità operative. In particolare, attuando un approccio multicanale (sportelli, banca online, reti di promotori finanziari) e puntando sui servizi finanziari innovativi.
In pochi anni, Bipop-Carire registra un importante incremento degli attivi, della raccolta e della reddittività: a fine 1998, la banca raggiunge 15,5 miliardi di euro di masse in gestione; nel 1999 la raccolta diretta raggiunge 8,3 miliardi di euro e gli impieghi a clientela 8,8 miliardi di euro; nel 2000 il risultato di bilancio raggiunge 336,2 mln di euro (vs 147,7 milioni di euro nel 1998 e 257,7 mln di euro nel 1999).
Dal 1995, il nuovo modello multicanale, concepito da Bruno Sonzogni, Amministratore Delegato di Bipop, e da Andrea Mennillo, Responsabile Corporate Development and Strategy del gruppo, porta all’implementazione di una strategia totalmente innovativa per il mercato nazionale. Il focus principale sulla creazione di valore per gli azionisti e sulla raccolta del risparmio ha permesso una rapida crescita che ha creato i presupposti per realizzare gli scenari di acquisizione negli anni immediatamente successivi. Ha ricoperto un ruolo fondamentale, in tale fase, la controllata Banca Fineco (oggi FinecoBank), in particolare per quanto riguarda l’innovativo canale online sia per il trading che per il banking.
L’innovativa visione del management ha portato la banca all’implementazione di un’aggressiva strategia di espansione, testimoniata dalle numerose acquisizioni ed integrazioni in Italia e in Europa. Fra queste: nel 1995 l’acquisizione del controllo di Cisalpina Gestioni e della maggioranza del capitale della Banca di credito personale Icq di Novara; nel 1998 l’acquisto del 76% di Akros Finanziaria; nel 1999 l’integrazione con Cassa di Risparmio di Reggio Emilia che permette a Bipop di entrare nell’élite dei maggiori Gruppi bancari italiani, le cui azioni sono fra i principali titoli quotati presso la Borsa Italiana.
Nel 2000 l’acquisto di Banque Harwanne (poi divenuta Banque Bipop), banca francese con sede a Parigi attiva nel Private Banking, e di Entrium Direct Bankers AG, banca tedesca leader nell’online banking. Quest’ultima avviene per una cifra totale di 2,5 miliardi di euro: all’epoca, fu la più grande operazione mai conclusa da una banca italiana all’estero, in virtù della quale Bipop è stata la prima banca italiana a quotarsi in Germania alla Borsa di Francoforte. Alla fine del 2000, il titolo BIPOP raggiunge una capitalizzazione di mercato di oltre 20 miliardi di Euro(prima per capitalizzazione anche al Neuer Markt di Francoforte), diventando un caso di studio nel settore bancario italiano.
Nell’anno successivo, il 2001, avviene l’acquisizione del gruppo finanziario spagnolo Safei, per un importo pari a 212 milioni di euro.
Lo scoppio nel 2001 della “bolla” internet e il successivo crollo dei mercati penalizzano fortemente il titolo con conseguenze anche sui rapporti fra i principali azionisti della Banca. Ciò obbliga l’Amministratore Delegato Bruno Sonzogni a rassegnare le proprie dimissioni in favore di Maurizio Cozzolini, allora Direttore Generale.
Le problematiche interne al Gruppo e alla procedura giudiziaria aperta dal Tribunale di Brescia, mettono sotto forte pressione il titolo costringendo la Banca alla fusione con Banca Di Roma, un Gruppo bancario meno sofisticato e più tradizionale, guidato dal Presidente Cesare Geronzi e dal CEO Matteo Arpe. Nel 2002, portandosi in dote Fineco, si integra quindi con Banca di Roma e Banco di Sicilia costituendo il gruppo Capitalia, con sede a Roma. Le attività di Bipop-Carire, ad esclusione della banca tradizionale, confluiscono nella sub-holding FinecoGroup, incorporata dal Gruppo Capitalia nel 2006.
Nel 2007, il gruppo bancario Capitalia è stato incorporato per fusione da UniCredit. A seguito di quest'ultima operazione la denominazione degli sportelli di "Bipop Carire" è stata progressivamente sostituita da quella di UniCredit Banca.
Il vecchio ABI (codice identificativo della banca nella associazione bancaria italiana) di Bipop Carire S.p.A. era 05437, mentre quello attuale è quello di Unicredit, 02008 (già Credito Italiano).